# Řepy
Řepy – część Pragi. W 2005 zamieszkiwało ją 24 214 mieszkańców.
Znajduje się w niej zabytkowy kościół Świętej Rodziny.